# Marcel Băban
Marcel Băban (* 16. října 1968, Jimbolia) je bývalý rumunský fotbalista, který se v sezóně 1995/96 stal s 15 góly třetím nejúspěšnějším střelcem 1. rumunské fotbalové ligy. V roce 1996 si ho do týmu vybralo vedení Slavie, ale s okamžitou platností ho pustilo na hostování do Bohemians. Tam se ale nechytil a opustil českou ligu. V roce 2006 ukončil kariéru.